# Ceratitis anonae
Ceratitis anonae
 es una especie de insecto del género Ceratitis de la familia Tephritidae del orden Diptera. 
Graham la describió científicamente por primera vez en el año 1908.